# Théorie du droit
Ne doit pas être confondu avec Philosophie du droit.
La théorie du droit désigne l'étude et l'analyse des concepts et principes fondamentaux du droit et des lois. Discipline située à l'intersection entre philosophie, études juridiques et sciences politiques, elle est désignée, en anglais, sous le nom de « jurisprudence,» ou de « legal theory ».
Parmi les principaux courants de la théorie du droit, on peut citer le réalisme (le juge Oliver Holmes aux États-Unis ou Axel Hägerström en Suède), qui se rapproche parfois de la sociologie du droit, en mettant l'accent sur les pratiques effectives des acteurs juridiques. Deux autres courants importants sont les études juridiques critiques, qui mettent le droit en perspective par rapport à la politique et l'anthropologie, et les approches de la outsider jurisprudence qui appréhendent le droit à partir des perspectives des communautés marginalisées.
Philosophie du droit et théorie du droit sont souvent utilisés de manière interchangeable, cela étant elles dénotent deux visions différentes de l'approche du droit, la première adoptant une approche métaphysique et la deuxième une approche plus scientifique,,.

## Histoire
L'expression « théorie du droit » apparaît à la fin du XIXe siècle. La théorie du droit se construit en creux des deux autres matières juridiques, la philosophie du droit et le droit positif.

### Philosophie classique
La philosophie du droit est une branche de la philosophie qui a pour objet d'étudier le droit et ses relations avec d'autres systèmes de normes,. 

## Courants

### Réalisme
Le réalisme juridique (legal realism) est un ensemble de courants doctrinaux de la théorie du droit qui comprennent le système juridique comme étant de nature purement factuelle, se distanciant ainsi de la métaphysique et des visions plus idéalistes du droit. Généralement, les tenants du réalisme juridique ont tendance à comprendre la décision judiciaire (qui serait un acte de volonté politique) comme le véritable moment de détermination du droit. Ses principales versions se sont développées aux États-Unis et dans les pays scandinaves avec des formulations théoriques différentes, mais elles ont également gagné de la place dans d'autres pays.

### Études critiques
Les études juridiques critiques (CLS) sont une école de théorie critique d'abord apparue sous la forme d'un mouvement aux États-Unis dans les années 1970. 
Les partisans des études juridiques critiques affirment que les lois sont utilisées pour maintenir le statu quo des structures de pouvoir de la société ; ils défendent également l'idée que la loi est une forme codifiée des préjugés de la société contre les groupes marginalisés. Malgré une grande variété d'opinions chez les juristes critiques à travers le monde, il existe un consensus général concernant les objectifs clés des études juridiques critiques : 
- démontrer l'ambiguïté et les résultats biaisés possibles de doctrines juridiques qui sont supposées impartiales et rigides,
- faire connaître les résultats historiques, sociaux, économiques et psychologiques des décisions juridiques,
- démystifier l'analyse juridique et la culture juridique afin d'imposer la transparence au sein des processus juridiques afin qu'ils obtiennent un soutien général parmi les citoyens socialement responsables.

## Enseignement et recherche
Le travail du philosophe et juriste René Berthelot a participé à cristalliser la théorie du droit en Belgique à travers le mouvement connu sous le nom d'école de Bruxelles.